# Аневризма
Аневри́зма (от др.-греч. ἀνεύρυσμα (aneúrusma) «расширение, растяжение») — выпячивание стенки кровеносного сосуда артерии (или, очень редко, вены), которое возникает в месте её перерастяжения, истончения и, как следствие, ослабления.
Причиной могут служить врождённые или приобретённые дефекты средней оболочки сосудов. Также термин применяется для обозначения истончения и выпячивания стенки камер сердца (в подавляющем большинстве случаев — левого желудочка). Аневризма сердца является осложнением инфаркта миокарда.

## История
В конце XIX века врачи различали 5 видов аневризм:
1. истинные, для которых сосуд в месте аневризмы расширен во всех трёх слоях, при этом часто сосуд расширен во всех поперечных направлениях, и часть сосуда имеет форму цилиндра или веретена;
2. ложные (травматические) — разрыв всех оболочек артерии (обычно в результате травмы), в результате чего кровь изливается из неё в окружающие ткани и образуется тканевой мешок с кровью;
3. смешанные формы, при которых повреждены не все слои сосудной стенки, и оставшиеся целыми слои выпячиваются наружу;
4. варикозные (они образуются, в частности, в результате ошибки при кровопускании, когда разрез задевает артерию);
5. диффузные (разлитые) — расширение не одной артерии, а их системы.

## Эпидемиология
Диагноз «аневризма» означает увеличение просвета сосуда на 50 % и более в сравнении с нормальным.
Аневризмы возникают вследствие артериальной гипертензии, атеросклероза, инфекционного поражения сосудов, травмы, наследственных заболеваний или приобретенных заболеваний соединительной ткани, в частности, аневризма встречается как осложнение синдрома Марфана или синдрома Элерса-Данлоса.
Аневризмы бывают связаны с травмой сосудов или образованием инфицированных тромбов и с опухолями. Кроме того, аневризма возникает сразу за сужением сосуда (постстенотическая аневризма).

### Формы аневризм
Аневризма может появиться и развиться в любой артерии. По форме аневризмы бывают мешковидными и веретенообразными.
Чаще всего диагностируются и представляют наибольшую опасность для пациента следующие виды аневризм:
- аневризмы брюшного отдела аорты;
- аневризмы грудного отдела аорты;
- аневризмы цереброваскулярной системы (вызывают инсульт).

Аневризмы периферических артерий, подключичной артерии и висцеральной артерии менее распространены, чем три вышеперечисленные.

## Диагностика
При подозрении на аневризму диагноз устанавливают с использованием визуализирующей аппаратуры. Используется эхокардиография, компьютерная томография с ангиографией, магнитно-резонансная томография, аортография.
- Ангиография («золотой стандарт» диагностики);[источник не указан 779 дней]
- КТ-ангиография (менее инвазивен, но не всегда так же информативен, как ангиография);[источник не указан 779 дней]
- МР-ангиография (не оказывает лучевой нагрузки, но может быть менее информативен, чем КТ-ангиография);[источник не указан 779 дней]
- УЗИ-доплерография (недорогой и довольно информативный метод).[источник не указан 779 дней]

## Лечение
Разрыв аневризмы требует экстренной операции, во время которой выполняется протезирование или реконструкция повреждённого сосуда.
При обнаружении неразорвавшейся аневризмы применяется как консервативное, так и оперативное лечение, выбор конкретного метода терапии зависит от прогноза, при котором учитываются размеры аневризмы, её динамика и общие факторы риска разрыва аневризмы.
Консервативное лечение аневризмы направлено на снижение риска разрыва расширенного сосуда путём устранения факторов риска, включая строгий контроль артериального давления у гипертоников, отказ курящего пациента от курения и подобные меры, а также плановое наблюдение — регулярные осмотры с проведением визуализации.
Оперативное лечение проводится либо путём открытой хирургической операции, либо малоинвазивной эндоваскулярной установкой эндопротеза (стент-графта) в аневризму.